# Medetera pallipes
Medetera pallipes är en tvåvingeart som först beskrevs av Zetterstedt 1843.  Medetera pallipes ingår i släktet Medetera och familjen styltflugor. Arten är reproducerande i Sverige. Inga underarter finns listade i Catalogue of Life.